# Richard Annan
Richard Amondo Annan (sinh ngày 4 tháng 12 năm 1968) là một cựu cầu thủ bóng đá người Anh thi đấu ở Football League ở vị trí hậu vệ trái.